# Каркахенте
Каркахенте (шп. Carcagente) град је у Шпанији у аутономној заједници Валенсијанска Заједница у покрајини Валенсија. Према процени из 2017. у граду је живело 20 520 становника.
У Каркахентеу је живео Хрватски генерал Вјекослав Макс Лубурић, чији се гроб и споменик налази у овом граду.

## Становништво
Према процени, у граду је 2017. живело 20 520 становника.
| 2017.  |
| ------ |
| 20.520 |

## Партнерски градови
- Бањол сир Сез
- Feltre
- Eeklo
- Браунфелс